# Casas del Castañar
Casas del Castañar este un oraș din Spania, situat în provincia Cáceres din comunitatea autonomă Extremadura. În 2007 număra 630 de locuitori.
1. ↑  Nomenclátor Geográfico de Municipios y Entidades de Población (20240402 edition)